# Palacio de San Blas

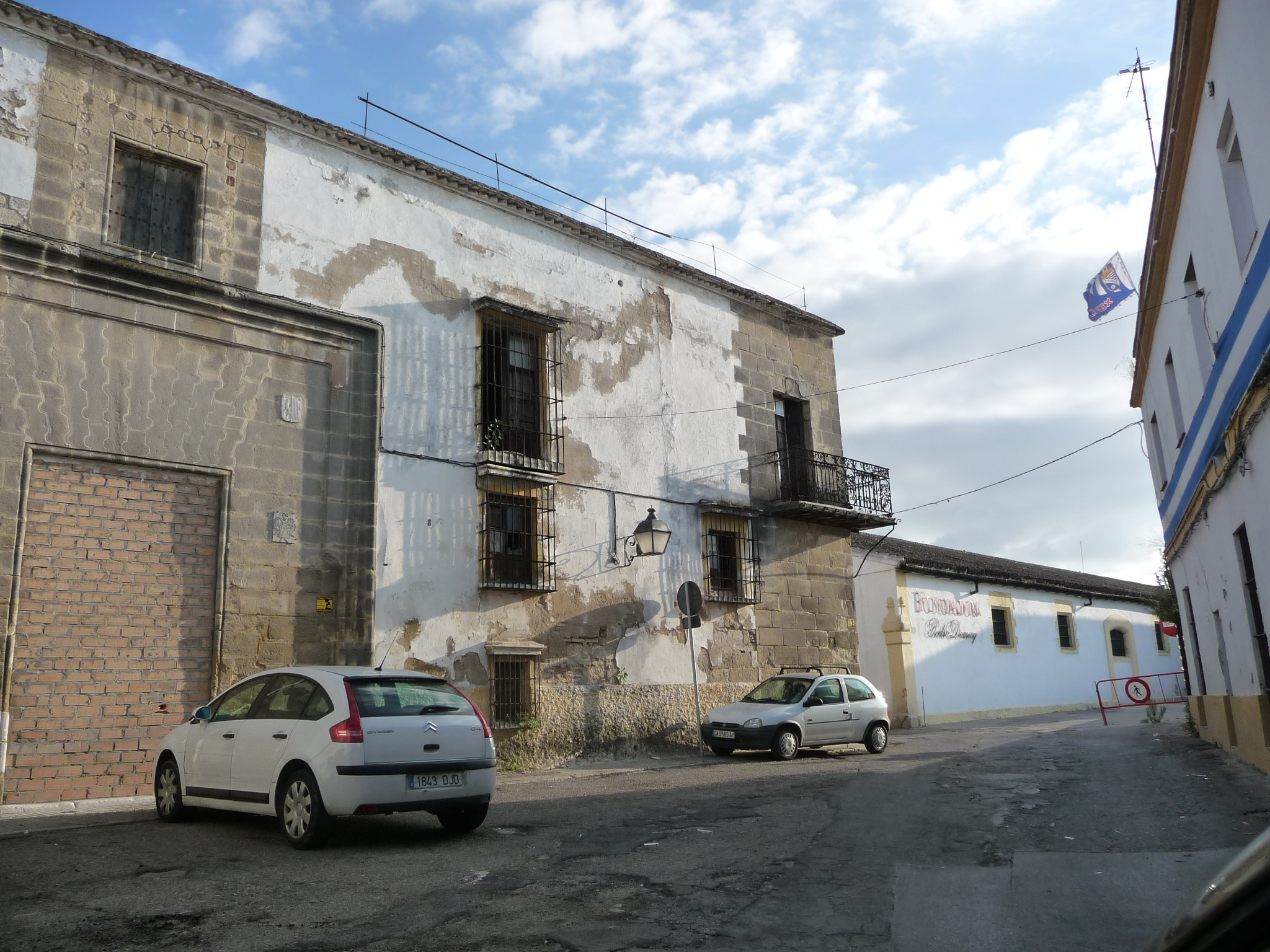
Palacio

El "Palacio de San Blas" (también conocido como "Palacio de El Pantera") es un palacio situado en Jerez de la Frontera, Andalucía.

## Capilla
Contiene la "capilla de San José" en su lateral, también conocida como "San Mateo chico"

## El Pantera
Su propietario era José Domecq de la Riva, conocido como El Pantera, o "Pepe el rápido" y pertenecía a la familia bodeguera "Domecq".

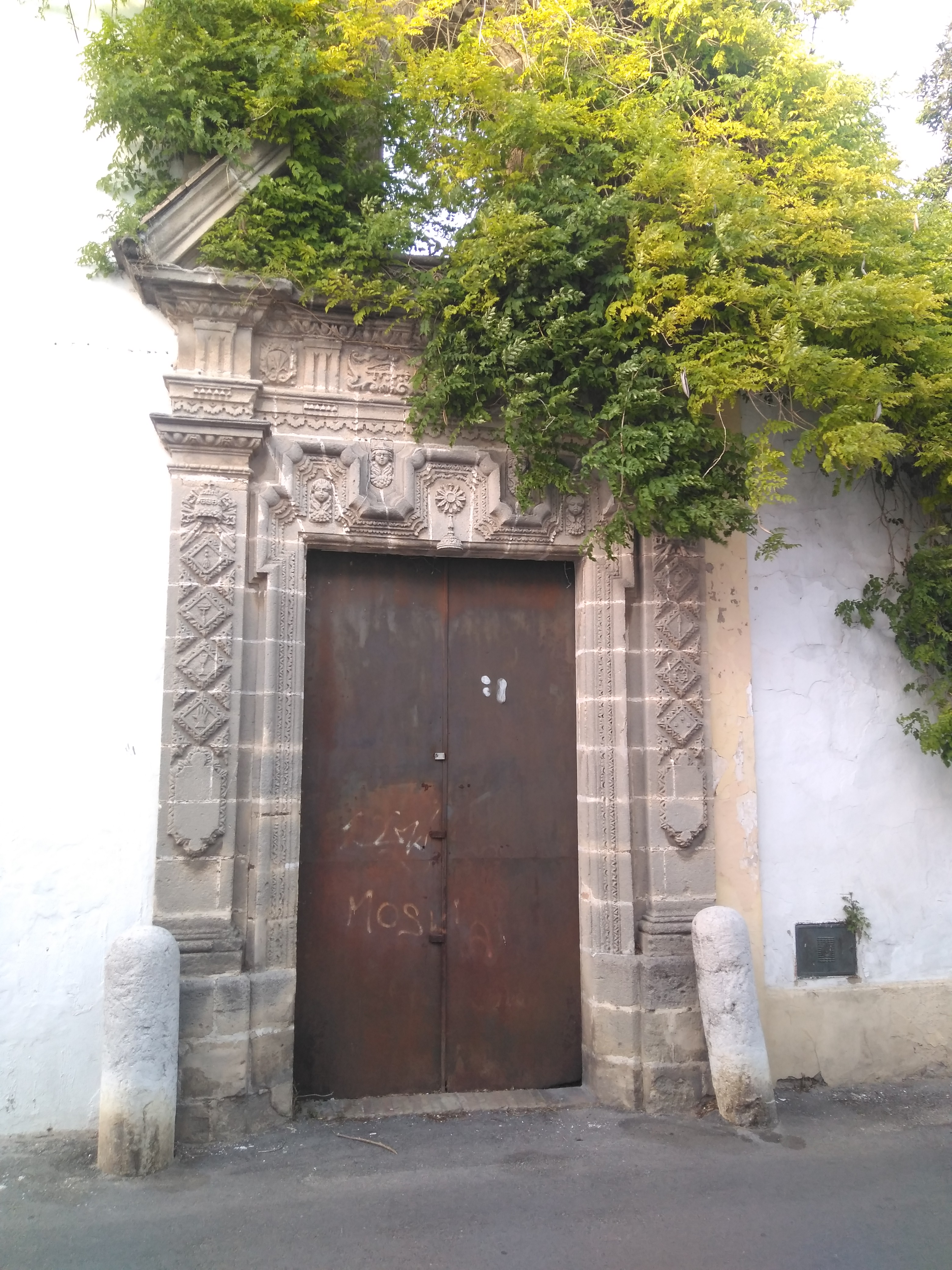
Entrada de la capilla de San Mateo chico, sufragada por El Pantera para celebrar misa mientras se reparaba la Iglesia tras el terremoto de Lisboa

Fue una persona polémica y amiga de los excesos.

## Conservación
Fue comprado por la cadena Hospes para hacer un hotel de lujo, sin embargo no se ha llegado a realizar. El parón también afecta a una importante casa colindante del mismo propietario
Actualmente el palacio se encuentra en estado de abandono, y ha sido expoliado gravemente. Además, no está protegido por el PGOU